# 永森大智
永森 大智（ながもり たいち、1986年11月8日 - ）は、地方競馬の高知競馬場雑賀正光厩舎所属の騎手である。地方競馬教養センター騎手課程第80期生。 

## 来歴
2004年9月29日付けで地方競馬騎手免許を取得。同年10月10日高知競馬第1競走ミラクルオンアイスで初騎乗（8頭立て6着）。同年11月28日高知競馬第2競走をケイエスアーリーで優勝し、初勝利。
2007年6月10日から8月13日の間、金沢競馬（赤間亨厩舎所属）で短期騎乗を行い11勝をあげる。
2009年7月4日から9月27日まで福山競馬場で期間限定騎乗を行う。福山での所属は檜山龍二郎厩舎。
2010年3月14日第19回高知競馬2日目第6競走E級二組条件戦をケイエスシンヨシキで優勝（8頭立て3番人気）し、地方競馬通算200勝達成。
2011年10月14日高知競馬第10競走黒潮菊花賞をリワードレブロンで優勝（10頭立て8番人気）。これが初重賞制覇となった。
2015年6月28日高知競馬第7競走をオトコノヒマツリで優勝し、地方通算1000勝目を挙げた。
2020年10月11日高知競馬第7競走愛媛道後特別をマイネルトゥランで優勝し、地方通算2000勝を達成している。　
2024年9月3日、高知県競馬組合は、同組合地方競馬実施規則第72条第1項の7の規定に基づき、永森に対し同月7日から23日まで実効6日間の騎乗停止処分を科した。同月28日に自宅前の共用通路で正当な理由なく包丁を所持していたことから、銃砲刀剣類所持等取締法違反により罰金刑を科されたことに基づく。

## 主な騎乗馬
- リワードレブロン（2011年黒潮菊花賞、2014年, 2015年オグリキャップ記念、2014年, 2016年高知県知事賞）
- グランシュヴァリエ（2012年, 2013年高知県知事賞、2013年二十四万石賞）
- リワードアリオン（2012年建依別賞）
- エプソムアーロン（2013年, 2014年福永洋一記念、2013年, 2015年トレノ賞、2014年大高坂賞・御厨人窟賞、2015年建依別賞）
- アラマサシャープ（2013年高知優駿）
- ハリマノワタリドリ（2013年珊瑚冠賞）
- バーチャルトラック（2015年だるま夕日賞）
- リワードヘヴン（2015年土佐春花賞）
- オトコノヒマツリ（2015年高知優駿）
- ブラックバカラ（2016年珊瑚冠賞）
- カッサイ（2017年黒潮スプリンターズカップ・建依別賞）
- ディアマルコ（2017年兵庫サマークイーン賞）
- ウイントラゲット（2018年土佐秋月賞）
- ナンヨーオボロヅキ（2019年土佐春花賞）
- ケイマ（2019年建依別賞・珊瑚冠賞・ゴールド争覇・笠松グランプリ）
- リワードアヴァロン（2020年土佐春花賞・高知優駿）
- エイシンヴァラー
- ブラゾンドゥリス（2021年御厨人窟賞）
- アメージングラン（2022年建依別賞）
- グッドヒューマー（2024年福永洋一記念）
- ルピナステソーロ（2024年,2025年霧島賞、2024年2024九州産グランプリ）
- マイネルシトラス（2025年大高坂賞）
- プリフロオールイン（2025年二十四万賞）

出典: